# Bennu Gerede
Bennu Gerede (Bennu Geredeⓘ; * 5. September 1973 in Texas) ist ein türkisches Mannequin und Filmschauspielerin.

## Werdegang
Beim Internationalen Filmfestival Moskau wurde sie für ihre Rolle in Love Colder Than Death (1995) mit einem Sonderpreis  sowie beim Filmfestival in Sotschi 1996 für dieselbe Rolle als beste Darstellerin ausgezeichnet.
Bennu Gerede ist die Tochter der Filmregisseurin Canan Gerede.

## Filmografie
- 1995: Love Colder Than Death (Regie: Canan Gerede (Originaltitel: Aşk Ölümden Soğuktur))
- 1997: Ağir Roman (Regie: Mustafa Altıoklar)
- Cholera Street
- 1999: The Split (Regie: Canan Gerede)